# Rallye Kanada 1979
Die 7. Rallye Kanada (auch Critérium du Québec genannt) war der 8. Lauf zur Rallye-Weltmeisterschaft 1979. Sie fand vom 13. bis zum 16. September in der Region von Montreal statt. Von den 32 geplanten Wertungsprüfungen wurden sieben (3, 9, 10, 16, 20, 23 und 29) abgesagt.

## Klassifikationen

### Endergebnis
| Rang | Fahrer          | Co-Pilot         | Auto                 | Zeit (Std./Min./Sek.) | Rückstand Sieger (Min./Sek.) Rückstand V (Min./Sek.) |
| ---- | --------------- | ---------------- | -------------------- | --------------------- | ---------------------------------------------------- |
| 1    | Björn Waldegård | Hans Thorszelius | Ford Escort RS1800   | 3:35:32               | 00:00                                                |
| 2    | Timo Salonen    | Seppo Harjanne   | Datsun 160J          | 3:36:10               | 0:38                                                 |
| 3    | Ari Vatanen     | David Richards   | Ford Escort RS1800   | 3:41:50               | 6:18 5:40                                            |
| 4    | Andy Dawson     | Kevin Gormley    | Datsun 160J          | 3:50:55               | 15:23 9:05                                           |
| 5    | Taisto Heinonen | Erkki Nyman      | Toyota Celica 2000GT | 3:56:21               | 20:49 5:26                                           |
| 6    | Hendrik Blok    | Doug Shepherd    | Mitsubishi Mirage    | 4:41:56               | 1:06:24 45:35                                        |
| 7    | Jack Swayze     | Izim Okerem      | Datsun 160J          | 4:50:27               | 1:14:55 8:31                                         |
| 8    | Claude Laurent  | Jacques Marché   | Peugeot 104 ZS       | 4:52:35               | 1:17:03 2:08                                         |
| 9    | Nicole Quimet   | Yves Fontaine    | Datsun 510           | 5:04:05               | 1:28:33 11:30                                        |
| 10   | Paul Bourgeois  | Robert Blouin    | Mitsubishi Colt      | 5:06:01               | 1:30:29 1:56                                         |

Insgesamt wurden 13 von 39 gemeldeten Fahrzeuge klassiert:

### Fahrer-Weltmeisterschaft
| Pos. | Fahrer          | Punkte |
| ---- | --------------- | ------ |
| 1    | Björn Waldegård | 103    |
| 2    | Hannu Mikkola   | 71     |
| 3    | Markku Alén     | 54     |
| 4    | Ari Vatanen     | 40     |
| 5    | Timo Salonen    | 38     |

### Herstellerwertung
| Pos. | Team     | Punkte |
| ---- | -------- | ------ |
| 1    | Ford     | 120    |
| 2    | Datsun   | 80     |
| 3    | Fiat     | 59     |
| 4    | Toyota   | 38     |
| 5    | Vauxhall | 24     |